# Комиссия советского контроля
Комиссия советского контроля при СНК СССР (сокр. КСК) — орган государственного контроля в СССР. Была создана 11 февраля 1934 года вместо ликвидированного Наркомата Рабоче-крестьянской инспекции (РКИ).

## Функции
Комиссия советского контроля была основным органом проверки исполнения решений СНК СССР и расходования денежных средств и материальных ценностей. Свою деятельность Комиссия, как общесоюзный орган управления, осуществляла через центральный аппарат КСК, а также через уполномоченных в союзных и автономных республиках, краях и областях. Уполномоченные назначались и отзывались Комиссией с утверждением СНК СССР.

## Реорганизация
6 сентября 1940 года КСК была реорганизована в союзно-республиканский Наркомат государственного контроля.
15 марта 1946 наркомат был преобразован в Министерство государственного контроля СССР.
23 августа 1957 года Министерство государственного контроля было вновь реорганизовано в Комиссию советского контроля Совета Министров СССР.
22 июля 1961 года КСК преобразована в Комиссию государственного контроля Совета министров СССР.
24 ноября 1962 года на базе Комитета государственного контроля Совмина и Комитета партийного контроля при ЦК КПСС создан Комитет партийно-государственного контроля при ЦК КПСС и Совмине СССР.
9 декабря 1965 года Комитет вновь разделён на партийный и государственный. Образован Комитет народного контроля СССР, который существовал до 26 декабря 1990 года, когда была создана Контрольная палата СССР. 
Закон о создании высшего органа финансово-экономического контроля — Контрольной палате СССР, был принят Верховным Советом страны в мае 1991 года. Данная инстанция получила право контроля за эффективным и производительным использованием средств союзного бюджета во всех без исключения органах государственной власти и управления, действовала под руководством советского парламента и была подотчётна ему, являлась юридическим лицом.
Ликвидирована постановлением Президиума Верховного Совета РСФСР от 3 февраля 1992 года в связи с прекращением существования СССР.

## Руководители
Председатели Комиссии советского контроля при Совнаркоме СССР:
- Валериан Владимирович Куйбышев (11 февраля 1934 — 25 января 1935)
- Николай Кириллович Антипов (27 апреля 1935 — 21 июня 1937)
- Станислав Викентьевич Косиор (19 января 1938 — 3 мая 1938)
- Захар Моисеевич Беленький (15 мая 1938 — 23 апреля 1939) (и. о.)
- Розалия Самойловна Землячка (8 мая 1939 — 6 сентября 1940)

Народные комиссары государственного контроля СССР
- Лев Захарович Мехлис (6 сентября 1940 — 21 июня 1941)
- Василий Федорович Попов (22 июня 1941 — 15 марта 1946) (и. о.)

Министры государственного контроля СССР
- Лев Захарович Мехлис (19 марта 1946 — 27 октября 1950)
- Всеволод Николаевич Меркулов (27 октября 1950 — 22 мая 1953)
- Александр Семенович Павельев (23 мая 1953 — 16 декабря 1953) (и. о.)
- Василий Гаврилович Жаворонков (16 декабря 1953 — 21 ноября 1956)
- Вячеслав Михайлович Молотов (21 ноября 1956 — 29 июня 1957)

Председатель Комиссии советского контроля Совета Министров СССР
- Георгий Васильевич Енютин (18 декабря 1957 — 22 июля 1961)

Председатель Комиссии государственного контроля Совета Министров СССР
- Георгий Васильевич Енютин (15 августа 1961 — 24 ноября 1962)

Председатель Комитета партийно-государственного контроля при ЦК КПСС и Совете министров СССР
- Александр Николаевич Шелепин (23 ноября 1962 — 9 декабря 1965)

Председатели Комитета народного контроля СССР
- Павел Васильевич Кованов (9 декабря 1965 — 22 июля 1971)
- Геннадий Иванович Воронов (22 июля 1971 — 7 мая 1973)
- Алексей Михайлович Школьников (26 июля 1974 — 27 февраля 1987)
- Сергей Иосифович Манякин (27 февраля 1987 — 7 июня 1989)
- Геннадий Васильевич Колбин (7 июня 1989 — 26 декабря 1990)

Председатель Контрольной палаты СССР
- Александр Кондратьевич Орлов (16 мая 1991 — 3 февраля 1992)